# Daniela Torres
Pour les articles homonymes, voir Torres.
Daniela Torres Bonilla, née le 22 janvier 1990 à Managua, a été élue Miss Nicaragua 2015. Elle est la 33e Miss Nicaragua.

## Biographie

### Jeunesse
Née à Managua, elle a deux sœurs, Lyhelis Torres et Luviana Torres, première dauphine de Miss Nicaragua 2013, Nastassja Bolívar. Sa mère, Luviana Bonilla Toruño est avocate. Son père, Mario Torres et sa mère ne sont jamais opposer à sa sœur et à elle de vouloir devenir Miss Nicaragua. 

### Élection Miss Nicaragua 2015
Daniela Torres est élue Miss Nicaragua 2015 le 7 mars 2015 et succède à Marline Barberena, Miss Nicaragua 2014. Elle a également remporté cinq prix au stade préliminaire de la compétition tenue au Théâtre National Rubén Darío. Lors d'une interview, elle a expliqué qu'elle avait subi une opération au cœur en octobre 2012 et que pendant son traitement, elle a reçu un énorme soutien et que sans cela, elle ne pensait pas qu'elle réussirait à récupérer. Elle a expliqué que sa chance est d'aider les autres et de le faire par le biais du concours Miss Nicaragua en décrivant qu'il est une plate-forme qui l'expose vers des personnalités publiques et qui donne la possibilité d'atteindre plus de personnes ou des organisations qui veulent collaborer avec elle dans cette cause.
Ses dauphines :
- 1re dauphine : Yaoska Ruiz
- 2e dauphine : Ruth Angélica Martinez
- 3e dauphine : Gabriela Calero

#### Parcours
- Miss Nicaragua 2015.
- Candidate au concours Miss Univers 2015.